# RD-0120
El motor soviètic RD-0120 (també designat 11D122) fou el motor del tram central del coet Enérguia. Era alimentat amb LH2/LOX. Tot i que era l'homòleg del motor principal del transbordador espacial estatunidenc (SSME), anava unit al tram central de l'Enérguia i no pas a l'orbitador, de manera que no se'l podia recuperar després del vol, però permetia un disseny més modular (el tram central de l'Enérguia podia servir per una sèrie de missions a part de llançar el transbordador). L'RD-0120 estava basat en la tecnologia estatunidenca de motors d'hidrogen-oxigen, més madura, però amb grans modificacions amb innovacions i mètodes russos. L'RD-0120 tenia semblances i diferències respecte a l'SSME. L'RD-0120 assolia un impuls específic i una pressió de cambra de combustió gairebé iguals però amb menor complexitat i cost en comparació amb l'SSME, principalment a canvi d'un menor ràtio impuls-pes. Utilitzava un cicle de combustió esglaonada ric en combustible i un únic eix per impulsar les turbobombes del combustible i l'oxidant. Rocketdyne estudià algunes de les innovacions russes, com ara una tovera de paret acanalada més senzilla i barata, per millorar l'SSME. Aconseguia una combustió estable sense necessitar les cambres de ressonància acústica de l'SSME.

## Especificacions

### RD-0120
Empenta (buida): 1.863,9 kN (190 tones), (nivell del mar): 1.517,1 kN

Impuls específic (buit): 454 s (4449 m/s), (nivell del mar): 359 s

Temps de cremat: nominal 480-500 s, certificat per 1670 s.

Pes del motor: 3.449 kg.

Longitud: 4,55 m, Diàmetre: 2,42 m

Propel·lent: LOX/LH2

Relació de la barreja: 6:1

Dissenyador: KB Khimautomatiki (KBKhA)

Fabricant: Fàbrica mecànica de Voronezh

Aplicació: Etapa central de l'Energia.